# Orde van de Republiek ten oosten van de Uruguay
De Orde van de Republiek ten oosten van de Uruguay (Orden de la República Oriental del Uruguay) werd op 2 maart 1984 ingesteld. Na de val van de laatste Uruguayaanse junta werd op 13 maart 1985 een wet in voege ter intrekking van de wet van 2 maart 1984  Over de graden en organisatie van deze orde bestaat onduidelijkheid. Volgens sommige bronnen was het een "grote orde", met één enkele graad, die van grootkruis. Er zijn desondanks commandeurskruisen, verguld zilveren officierskruisen en zilveren ridderkruisen bekend. Het lint is blauw en wit.
In het midden van het kruis is het geëmailleerde vierkleurige wapen van Uruguay aangebracht met daarboven de Meizon.